# Campionat del Món de motociclisme de 1963
La temporada de 1963 del Campionat del món de motociclisme fou la 15a edició d'aquest campionat, organitzat per la FIM. Aquell any es va introduir el Gran Premi del Japó a causa de la cada vegada major implicació dels japonesos en el campionat.
Hugh Anderson va fer un doblet en guanyar amb la Suzuki als 50cc i 125cc, mentre que Jim Redman en feu un altre en revalidar amb l'Honda els seus títols de 250cc i 350cc. El domini d'Honda als 250cc, però, es va veure amenaçat per Tarquinio Provini, que amb la Moto Morini monocilíndrica va oferir resistència enfront de la tetracilíndrica japonesa fins a l'última cursa, celebrada al Japó.
Mike Hailwood va dominar la categoria dels 500cc amb la MV Agusta. Cal destacar també el paper en aquesta categoria de l'equip Gilera, en el seu retorn com a equip oficial dirigit per l'antic campió Geoff Duke. Els seus pilots John Hartle, Phil Read i Derek Minter van acabar tercer, quart i setè respectivament al campionat.

## Campions del món
Pilots
| 50cc          | 125cc         | 250cc      | 350cc      | 500cc         |
| ------------- | ------------- | ---------- | ---------- | ------------- |
| Hugh Anderson | Hugh Anderson | Jim Redman | Jim Redman | Mike Hailwood |

Constructors
| 50cc   | 125cc  | 250cc | 350cc | 500cc     |
| ------ | ------ | ----- | ----- | --------- |
| Suzuki | Suzuki | Honda | Honda | MV Agusta |

Sidecars
| Pilot / Passatger        | Constructor |
| ------------------------ | ----------- |
| Max Deubel / Emil Horner | BMW         |

## Grans Premis

### Sistema de puntuació
Barem de puntuació de 1950 a 1968:
| Posició | 1 | 2 | 3 | 4 | 5 | 6 |
| Punts   | 8 | 6 | 4 | 3 | 2 | 1 |

Resultats comptabilitzats:
- 50cc, 350cc i 500cc: els cinc millors
- 125cc: els set millors
- 250cc: els sis millors
- Sidecars: els quatre millors

### Calendari
| Cursa | Data           | Gran Premi                | Circuit           |
| ----- | -------------- | ------------------------- | ----------------- |
| 1     | 6 de maig      | Gran Premi d'Espanya      | Montjuïc          |
| 2     | 26 de maig     | Gran Premi d'Alemanya     | Hockenheimring    |
| 3     | 2 de juny      | Gran Premi de França      | Clermont-Ferrand  |
| 4     | 12 de juny     | IOM TT                    | Snaefell Mountain |
| 5     | 29 de juny     | Dutch TT                  | Assen             |
| 6     | 7 de juliol    | Gran Premi de Bèlgica     | Spa-Francorchamps |
| 7     | 10 d'agost     | Gran Premi de l'Ulster    | Dundrod           |
| 8     | 18 d'agost     | Gran Premi de la RDA      | Sachsenring       |
| 9     | 1 de setembre  | Gran Premi de Finlàndia   | Tampere           |
| 10    | 15 de setembre | Gran Premi de les Nacions | Monza             |
| 11    | 6 d'octubre    | Gran Premi de l'Argentina | Buenos Aires      |
| 12    | 10 de novembre | Gran Premi del Japó       | Suzuka            |

### Guanyadors
| Cursa | Gran Premi        | 50cc                 | 125cc          | 250cc             | 350cc         | 500cc         | Resultats |
| ----- | ----------------- | -------------------- | -------------- | ----------------- | ------------- | ------------- | --------- |
| 1     | GP d'Espanya      | Hans-Georg Anscheidt | Luigi Taveri   | Tarquinio Provini |               |               | Resultat  |
| 2     | GP d'Alemanya     | Hugh Anderson        | Ernst Degner   | Tarquinio Provini | Jim Redman    |               | Resultat  |
| 3     | GP de França      | Hans-Georg Anscheidt | Hugh Anderson  |                   |               |               | Resultat  |
| 4     | IOM TT            | Mitsuo Itoh          | Hugh Anderson  | Jim Redman        | Jim Redman    | Mike Hailwood | Resultat  |
| 5     | Dutch TT          | Ernst Degner         | Hugh Anderson  | Jim Redman        | Jim Redman    | John Hartle   | Resultat  |
| 6     | GP de Bèlgica     | Isao Morishita       | Bert Schneider | Fumio Ito         |               | Mike Hailwood | Resultat  |
| 7     | GP de l'Ulster    |                      | Hugh Anderson  | Jim Redman        | Jim Redman    | Mike Hailwood | Resultat  |
| 8     | GP de la RDA      |                      | Hugh Anderson  | Mike Hailwood     | Mike Hailwood | Mike Hailwood | Resultat  |
| 9     | GP de Finlàndia   | Hans-Georg Anscheidt | Hugh Anderson  |                   | Mike Hailwood | Mike Hailwood | Resultat  |
| 10    | GP de les Nacions |                      | Luigi Taveri   | Tarquinio Provini | Jim Redman    | Mike Hailwood | Resultat  |
| 11    | GP de l'Argentina | Hugh Anderson        | Jim Redman     | Tarquinio Provini |               | Mike Hailwood | Resultat  |
| 12    | GP del Japó       | Luigi Taveri         | Frank Perris   | Jim Redman        |               |               | Resultat  |

### Accident mortal
Marcelin Herranz es va morir arran d'un accident durant els entrenaments de la cursa de 250cc del Gran Premi de França.

## Galeria

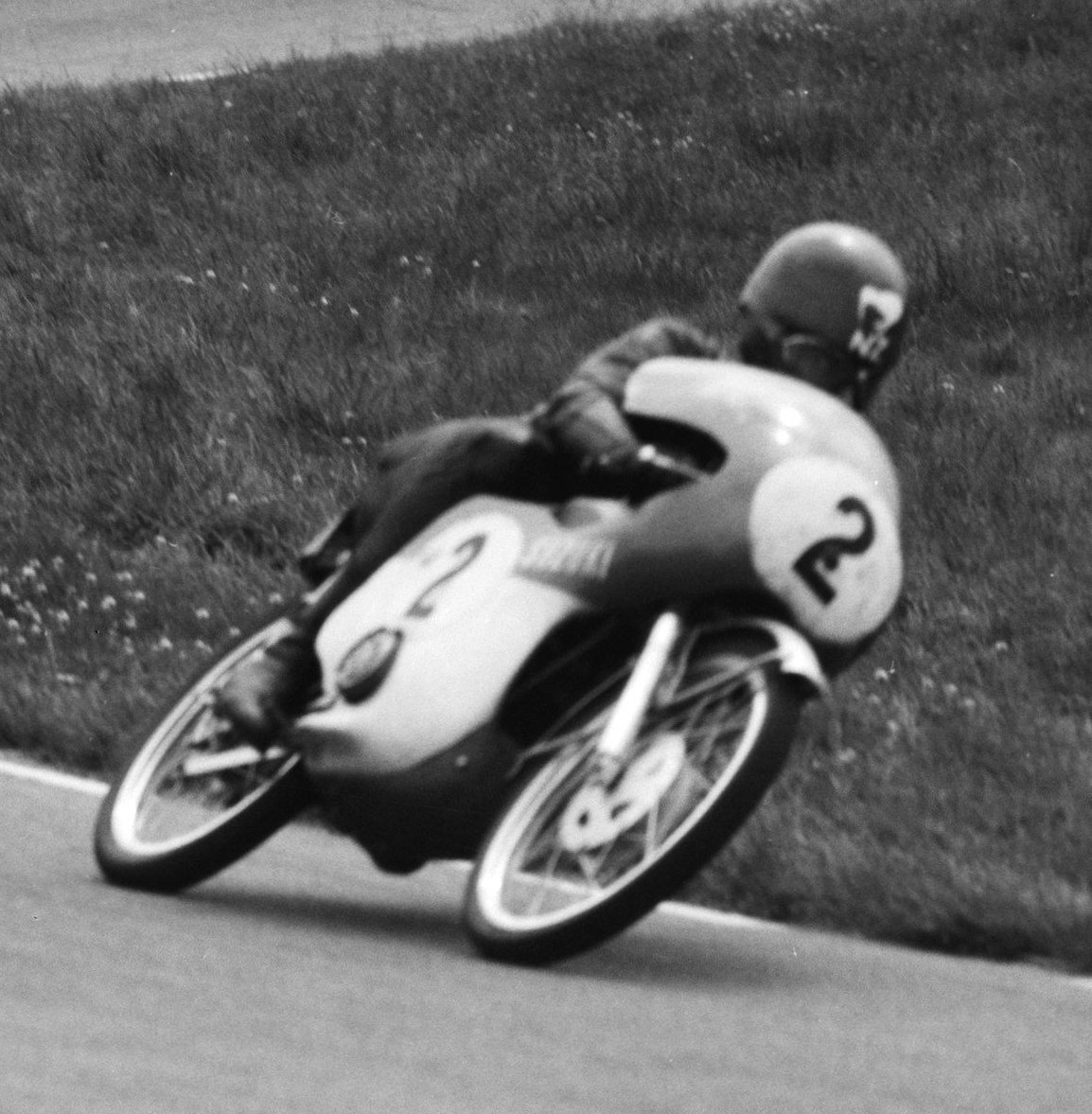
Hugh Anderson, campió de 50 i 125cc
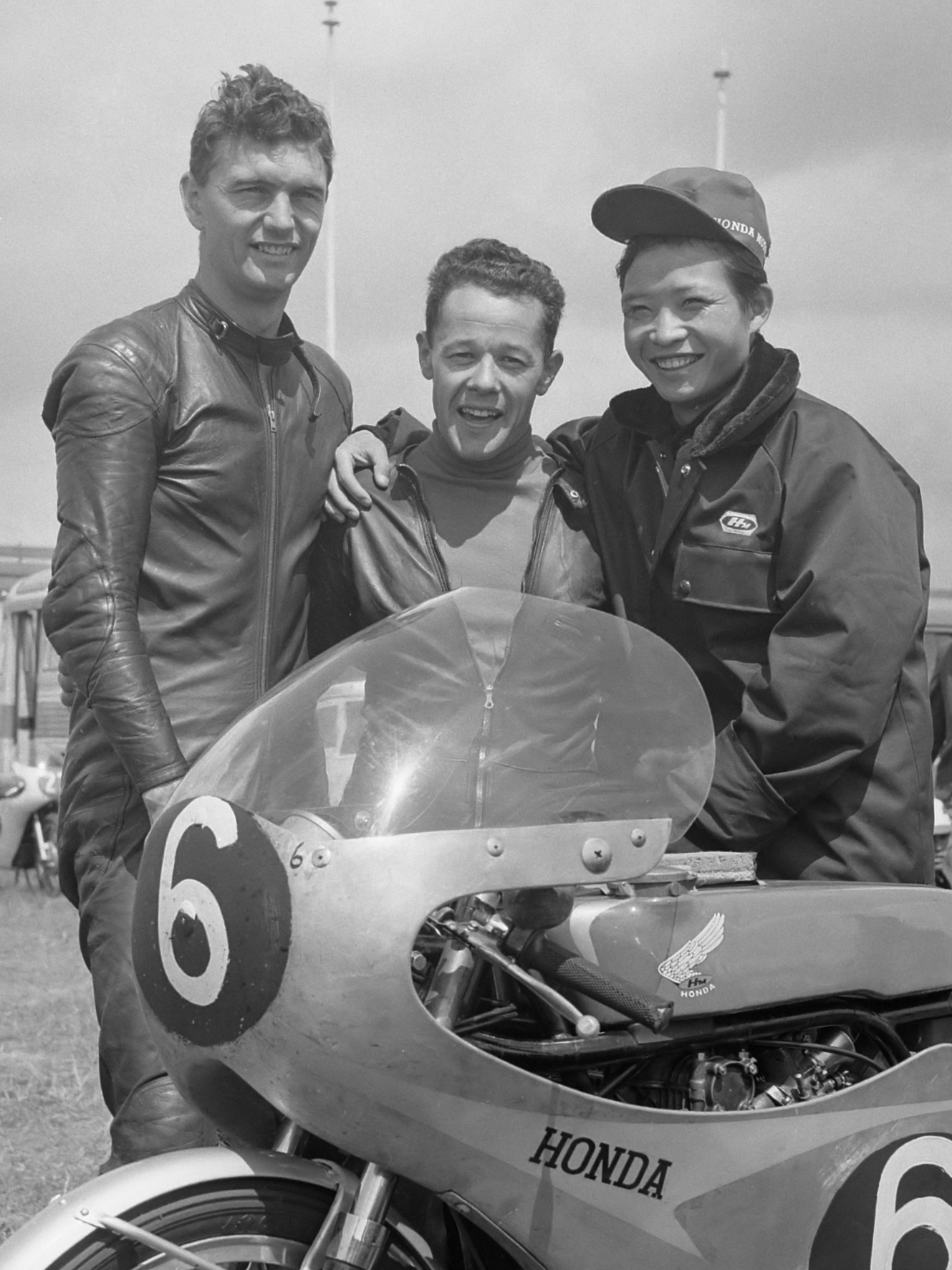
Jim Redman (esquerra), campió de 250 i 350cc
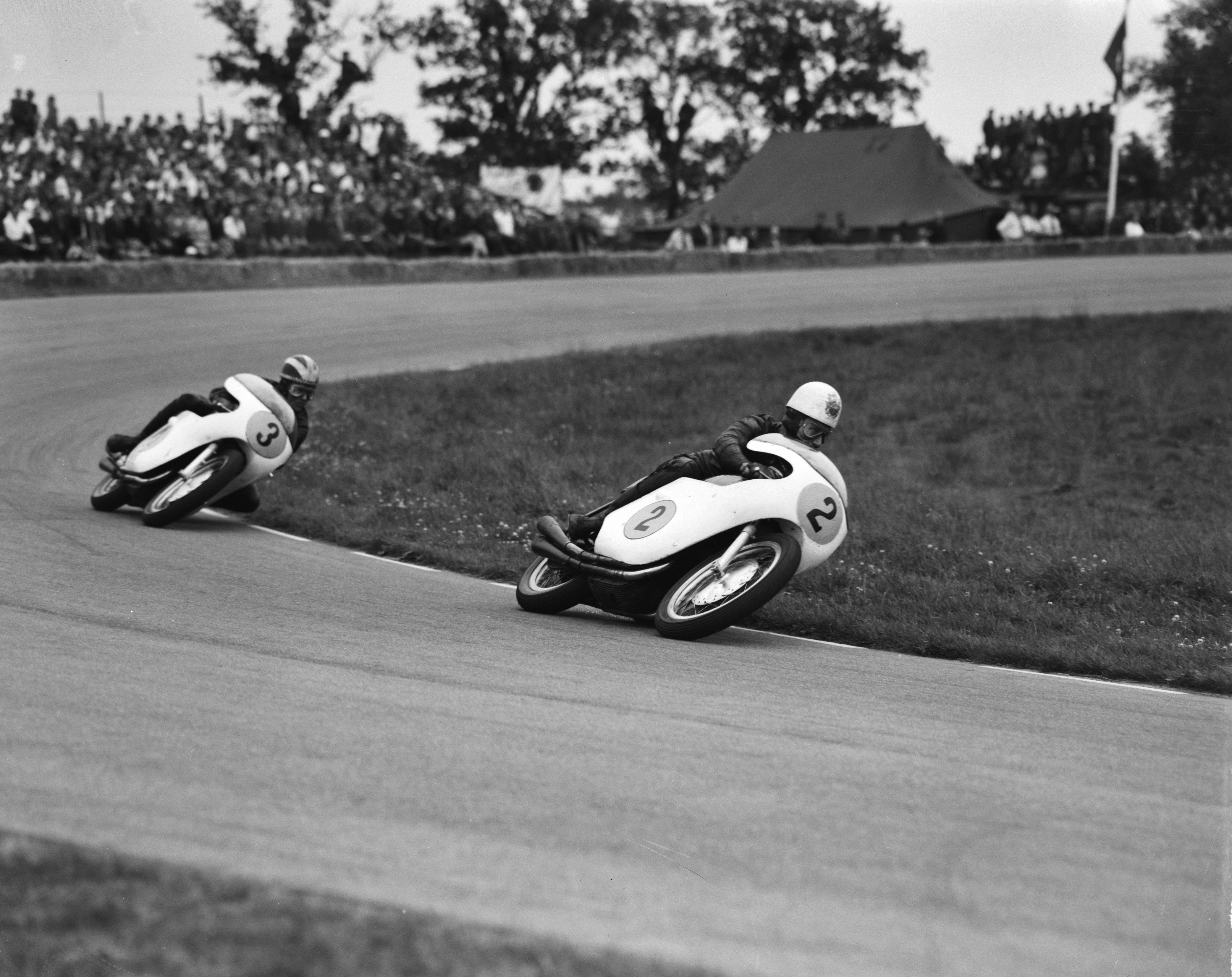
John Hartle (2) i Phil Read (3), tercer i quart respectivament a 500cc

## Classificació dels pilots

### 500 cc
| Pos | Pilot                | Moto               | IOM · | NED · | BEL · | ULS · | DDR · | FIN · | NAT · | ARG · | Pts |
| --- | -------------------- | ------------------ | ----- | ----- | ----- | ----- | ----- | ----- | ----- | ----- | --- |
| 1   | Mike Hailwood        | MV Agusta          | 1     | Ret   | 1     | 1     | 1     | 1     | 1     | 1     | 40  |
| 2   | Alan Shepherd        | Matchless          | Ret   | 3     | 3     | 4     | 3     | 2     |       | Ret   | 21  |
| 3   | John Hartle          | Gilera             | 2     | 1     |       | 2     | Ret   | Ret   |       |       | 20  |
| 4   | Phil Read            | Gilera             | 3     | 2     | 2     | Ret   |       |       | Ret   |       | 16  |
| 5   | Fred Stevens         | Norton             | 6     | 5     | 4     | 7     |       | 4     | 3     |       | 13  |
| 6   | Mike Duff            | Matchless          | 4     |       |       | 6     | 4     | 3     |       |       | 11  |
| 7   | Derek Minter         | Gilera             |       |       |       | 3     | 2     |       | Ret   |       | 10  |
| 8   | Jack Findlay         | Matchless          | Ret   | Ret   | 9     | Ret   | 5     |       | 2     |       | 8   |
| 9   | Jorge Kissling       | Norton             |       |       |       |       |       |       |       | 2     | 6   |
| 10  | Jack Ahearn          | Norton             | 9     | 4     | 5     | Ret   |       |       | Ret   |       | 5   |
| 11  | Benedicto Caldarella | Matchless          |       |       |       |       |       |       |       | 3     | 4   |
| 12  | Bill Smith           | Matchless / Norton | 8     |       |       |       |       |       | 4     |       | 3   |
| 13  | Victorio Minguzzi    | Matchless          |       |       |       |       |       |       |       | 4     | 3   |
| 14  | Sid Mizen            | Norton / Matchless | 13    | 8     | 7     | Ret   |       | 5     |       |       | 2   |
| 15  | Ladislaus Richter    | Norton             |       | Ret   |       |       | Ret   |       | 5     |       | 2   |
| 16  | Joe Dunphy           | Norton             | 5     |       |       | 8     |       |       |       |       | 2   |
| 17  | Ralph Bryans         | Norton             |       |       |       | 5     |       |       |       |       | 2   |
| =   | Fabián Villaverlran  | Norton             |       |       |       |       |       |       |       | 5     | 2   |
| 19  | Nikolai Sevostianov  | CKB                |       | 12    | Ret   |       |       | 6     |       |       | 1   |
| 20  | Sven-Olof Gunnarsson | Norton             | 14    | 6     | Ret   |       |       | Ret   |       |       | 1   |
| 21  | Gyula Marsovszky     | Matchless          | Ret   |       | 6     |       |       |       | Ret   |       | 1   |
| 22  | Horacio Costa        | Norton             |       |       |       |       |       |       |       | 6     | 1   |
| =   | Vernon Cottle        | Norton             |       |       |       |       | 6     |       |       |       | 1   |
| =   | Vasco Loro           | Norton             |       |       |       |       |       |       | 6     |       | 1   |
| 25  | Raymond Shaw         | Matchless          | 32    | 10    |       |       |       |       | 7     |       | 0   |
| 26  | Morry Low            | Matchless          | 12    | 7     | Ret   |       |       |       |       |       | 0   |
| 27  | Iean-Noel Burne      | Norton             | 21    |       | Ret   |       | 7     |       |       |       | 0   |
| 28  | Anssi Resko          | Matchless          |       |       |       |       | Ret   | 7     |       |       | 0   |
| =   | Paddy Driver         | Matchless          | 7     |       |       |       |       |       | Ret   |       | 0   |
| 30  | Dan Shorey           | Matchless          |       | Ret   | 11    |       | 8     |       | Ret   |       | 0   |
| 31  | Roy Ingram           | Norton             |       |       | 8     | Ret   | Ret   |       |       |       | 0   |
| 32  | Othmar Drixl         | Norton             |       |       |       |       |       |       | 8     |       | 0   |
| =   | Hannu Kuparinen      | Norton             |       |       |       |       |       | 8     |       |       | 0   |
| 34  | Billy McCosh         | Matchless          | 19    |       |       | 9     |       |       |       |       | 0   |
| 35  | Walter Scheimann     | Norton             | Ret   | 9     | Ret   |       |       |       |       |       | 0   |
| 36  | Bosse Granath        | Matchless          | Ret   |       |       |       |       | 9     |       |       | 0   |
| 37  | György Kurucz        | Norton             |       |       |       |       | 9     |       |       |       | 0   |
| =   | Alberto Picca        | Gilera             |       |       |       |       |       |       | 9     |       | 0   |
| 39  | Ellis Boyce          | Norton             | 10    |       |       | 13    |       |       |       |       | 0   |
| 40  | Roy Robinson         | Norton             |       |       | 17    |       | 10    |       |       |       | 0   |
| =   | Derek Woodman        | Matchless          | 17    |       |       | 10    |       |       |       |       | 0   |
| 42  | Ginger Molloy        | Matchless          |       |       | 10    |       |       |       |       |       | 0   |
| =   | Tauro Nurmi          | Norton             |       |       |       |       |       | 10    |       |       | 0   |
| =   | Renzo Rossi          | Norton             |       |       |       |       |       |       | 10    |       | 0   |
| 45  | Richard Creith       | Norton             |       |       |       | 11    |       |       |       |       | 0   |
| =   | Karl Recktenwald     | Norton             |       | 11    |       |       |       |       |       |       | 0   |
| =   | Brian Setchell       | Norton             | 11    |       |       |       |       |       |       |       | 0   |
| =   | Antero Ventoniemi    | Norton             |       |       |       |       |       | 11    |       |       | 0   |
| 49  | Lothar John          | Norton             |       | Ret   | 12    |       |       |       |       |       | 0   |
| 50  | Stuart Graham        | Matchless          |       |       |       | 12    |       |       |       |       | 0   |
| 51  | Ron Robinson         | Norton             | 33    |       | 13    |       |       |       |       |       | 0   |
| 52  | John Somers          | Norton             |       | 13    |       |       |       |       |       |       | 0   |
| 53  | Alf Shaw             | Norton             | 26    |       |       | 14    |       |       |       |       | 0   |
| 54  | Joop Vogelzang       | Norton             |       | Ret   | 14    |       |       |       |       |       | 0   |
| 55  | Michael McStay       | Norton             | 15    |       |       |       |       |       |       |       | 0   |
| =   | Tommy Holmes         | Matchless          |       |       |       | 15    |       |       |       |       | 0   |
| 57  | Ronald Föll          | Matchless          | 16    |       |       |       | Ret   | Ret   | Ret   |       | 0   |
| 58  | Patsy McGarrity      | Matchless          |       |       |       | 16    |       |       |       |       | 0   |
| =   | Jüri Randla          | CKB                |       |       | 16    |       |       |       |       |       | 0   |
| 60  | Jimmy Jones          | Norton             |       |       |       | 17    |       |       |       |       | 0   |
| 61  | Raymond Bogaerdt     | Norton             |       |       | 18    |       |       |       |       |       | 0   |
| =   | Louis Carr           | Matchless          | 18    |       |       |       |       |       |       |       | 0   |
| =   | Rollie Stallard      | Norton             |       |       |       | 18    |       |       |       |       | 0   |
| 64  | John Brown           | Norton             |       |       |       | 19    |       |       |       |       | 0   |
| 65  | Derek Llee           | Matchless          | 20    |       |       |       |       |       |       |       | 0   |
| =   | John Meneely         | Norton             |       |       |       | 20    |       |       |       |       | 0   |
| 67  | Pete Bettison        | Norton             | 22    |       |       |       |       |       |       |       | 0   |
| 68  | Billie Nelson        | Norton             | 23    |       |       |       |       |       |       |       | 0   |
| 69  | Peter Evans          | Norton             | 24    |       |       |       |       |       |       |       | 0   |
| 70  | Martyn Hayward       | Matchless          | 25    |       |       |       |       |       |       |       | 0   |
| 71  | Brian Walmsley       | Norton             | 27    |       |       |       |       |       |       |       | 0   |
| 72  | Bernie Marrier       | Norton             | 28    |       |       |       |       |       |       |       | 0   |
| 73  | John Simmonds        | Matchless          | 29    |       |       |       |       |       |       |       | 0   |
| 74  | Bob Ritchie          | Norton             | 30    |       |       |       |       |       |       |       | 0   |
| 75  | Don Ellis            | Matchless          | 31    |       |       |       |       |       |       |       | 0   |
| 76  | Jimmy Morton         | Matchless          | 34    |       |       |       |       |       |       |       | 0   |
| 77  | Colin Cross          | Norton             | 35    |       |       |       |       |       |       |       | 0   |
| 78  | Tony Heaton          | Norton             | 36    |       |       |       |       |       |       |       | 0   |
| 79  | Graham Dickson       | Matchless          | 37    |       |       |       |       |       |       |       | 0   |
| 80  | Stan Brassley        | Norton             | 38    |       |       |       |       |       |       |       | 0   |
| 81  | Robert Knott         | Norton             | 39    |       |       |       |       |       |       |       | 0   |
| 82  | Bill Wetzel          | Matchless          | 40    |       |       |       |       |       |       |       | 0   |
| 83  | Albert Moule         | Norton             | 41    |       |       |       |       |       |       |       | 0   |
| -   | Philippe Canoui      | Norton             |       |       |       |       | Ret   |       | Ret   |       | 0   |
| -   | Dennis Fry           | Norton             | Ret   | Ret   |       |       |       |       |       |       | 0   |
| -   | Edy Lenz             | Norton             | Ret   | Ret   |       |       |       |       |       |       | 0   |
| -   | Frantisek Stastný    | Jawa               | Ret   | Ret   |       |       |       |       |       |       | 0   |
| -   | Veikko Sulasaari     | Norton             |       |       |       |       | Ret   | Ret   |       |       | 0   |
| -   | Ernst Weiss          | Norton             |       |       |       | Ret   | Ret   |       |       |       | 0   |
| -   | Dennis Ainsworth     | Matchless          |       | Ret   |       |       |       |       |       |       | 0   |
| -   | Billy Andersson      | Norton             |       |       |       |       | Ret   |       |       |       | 0   |
| -   | Monty Buxton         | Norton             | Ret   |       |       |       |       |       |       |       | 0   |
| -   | Roly Capner          | BSA                | Ret   |       |       |       |       |       |       |       | 0   |
| -   | Brian Carr           | Norton             | Ret   |       |       |       |       |       |       |       | 0   |
| -   | Chris Conn           | Norton             |       |       |       | Ret   |       |       |       |       | 0   |
| -   | John Courtney        | Norton             |       |       |       | Ret   |       |       |       |       | 0   |
| -   | Giuseppe Dardanello  | Norton             |       |       |       |       |       |       | Ret   |       | 0   |
| -   | Antonio de Simone    | Rudge              |       |       |       |       |       |       | Ret   |       | 0   |
| -   | Brian Dennis         | BSA                | Ret   |       |       |       |       |       |       |       | 0   |
| -   | Alan Dugdale         | Matchless          | Ret   |       |       |       |       |       |       |       | 0   |
| -   | Anthony Fisher       | Norton             | Ret   |       |       |       |       |       |       |       | 0   |
| -   | Jack Gow             | Triton             | Ret   |       |       |       |       |       |       |       | 0   |
| -   | Don Haddow           | Matchless          | Ret   |       |       |       |       |       |       |       | 0   |
| -   | Alan Harris          | Velocette          | Ret   |       |       |       |       |       |       |       | 0   |
| -   | Endel Kiisa          | CKB                |       |       |       |       |       | Ret   |       |       | 0   |
| -   | Pentti Lehtelä       | Norton             |       |       |       |       |       | Ret   |       |       | 0   |
| -   | Colin Lyster         | Norton             |       |       |       |       | Ret   |       |       |       | 0   |
| -   | Emanuele Maugliani   | Gilera             |       |       |       |       |       |       | Ret   |       | 0   |
| -   | Pietro Mencaglia     | Norton             |       |       |       |       |       |       | Ret   |       | 0   |
| -   | Raphaël Orinel       | Norton             |       |       | Ret   |       |       |       |       |       | 0   |
| -   | Peter Preston        | Norton             | Ret   |       |       |       |       |       |       |       | 0   |
| -   | Tarquinio Provini    | Moto Morini        |       |       |       |       |       |       |       | Ret   | 0   |
| -   | George Purvis        | Matchless          |       |       |       | Ret   |       |       |       |       | 0   |
| -   | Johnnie Rae          | Norton             | Ret   |       |       |       |       |       |       |       | 0   |
| -   | Frank Reynolds       | Norton             | Ret   |       |       |       |       |       |       |       | 0   |
| -   | William Sharp        | BSA                |       |       | Ret   |       |       |       |       |       | 0   |
| -   | Jack Simpson         | Matchless          | Ret   |       |       |       |       |       |       |       | 0   |
| -   | Vagn Stevnhoved      | Matchless          |       |       | Ret   |       |       |       |       |       | 0   |
| -   | Rudolf Thalhammer    | Norton             |       | Ret   |       |       |       |       |       |       | 0   |
| -   | Angelo Tenconi       | Moto Guzzi         |       |       |       |       |       |       | Ret   |       | 0   |
| -   | Ray Turkington       | Norton             |       |       |       | Ret   |       |       |       |       | 0   |
| -   | Remo Venturi         | Bianchi            |       |       |       |       |       |       | Ret   |       | 0   |
| -   | Tom Walker           | Norton             | Ret   |       |       |       |       |       |       |       | 0   |
| -   | Benedetto Zambotti   | Norton             |       |       |       |       |       |       | Ret   |       | 0   |
| Pos | Pilot                | Moto               | IOM · | NED · | BEL · | ULS · | DDR · | FIN · | NAT · | ARG · | Pts |

| Color   | Resultat                       |
| ------- | ------------------------------ |
| Or      | Guanyador                      |
| Argent  | 2n lloc                        |
| Bronze  | 3r lloc                        |
| Verd    | Va acabar sumant punts         |
| Blau    | Va acabar sense sumar punts    |
| Blau    | No classificat (NC)            |
| Porpra  | Es retirà (Ret o DNF)          |
| Vermell | No qualificat (NQ o DNQ)       |
| Vermell | No pre-qualificat (NPQ o DNPQ) |
| Negre   | Desqualificat (DSQ)            |
| Blanc   | No va començar (NVC o DNS)     |
| Blanc   | Abandonà (AB o WD)             |
| Blanc   | Retirat per lesió (LES)        |
| Blanc   | Cursa cancel·lada (C)          |
| Gris    | No va entrenar (NE o DNP)      |
| Gris    | No va arribar (NA o DNA)       |
| Gris    | Exclòs (EX)                    |

### 350 cc
| Posició | Pilot                | Moto      | Punts | Victòries |
| ------- | -------------------- | --------- | ----- | --------- |
| 1       | Jim Redman           | Honda     | 32    | 5         |
| 2       | Mike Hailwood        | MV Agusta | 28    | 2         |
| 3       | Luigi Taveri         | Honda     | 16    | 0         |
| 4       | Frantisek Stastny    | Jawa      | 7     | 0         |
| 5       | Gustav Havel         | Jawa      | 7     | 0         |
| 6       | Remo Venturi         | Bianchi   | 6     | 0         |
| =       | John Hartle          | Gilera    | 6     | 0         |
| =       | Alan Shepherd        | MZ        | 6     | 0         |
| 9       | Nicolaï Sevostianov  | CKEB C360 | 5     | 0         |
| 10      | Mike Duff            | AJS       | 5     | 0         |
| 11      | Phil Read            | Gilera    | 4     | 0         |
| =       | Sven-Olof Gunnarsson | Norton    | 4     | 0         |
| =       | Tommy Robb           | Honda     | 4     | 0         |
| 14      | Jack Ahearn          | Norton    | 4     | 0         |
| 15      | Fred Stevens         | Norton    | 4     | 0         |
| 16      | Sid Mizen            | AJS       | 3     | 0         |
| =       | Pavel Slavícek       | Jawa      | 3     | 0         |
| 18      | Gilberto Milani      | Aermacchi | 2     | 0         |
| =       | Dan Shorey           | AJS       | 2     | 0         |
| 20      | Len Ireland          | Norton    | 1     | 0         |
| =       | Veikko Sulasaari     | Norton    | 1     | 0         |

### 250 cc
| Posició | Pilot               | Moto        | Punts | Victòries |
| ------- | ------------------- | ----------- | ----- | --------- |
| 1       | Jim Redman          | Honda       | 44    | 4         |
| 2       | Tarquinio Provini   | Morini      | 42    | 4         |
| 3       | Fumio Ito           | Yamaha      | 26    | 1         |
| 4       | Tommy Robb          | Honda       | 20    | 0         |
| 5       | Luigi Taveri        | Honda       | 13    | 0         |
| 6       | Alan Shepherd       | MZ          | 11    | 0         |
| 7       | Yoshikazu Sunako    | Yamaha      | 9     | 0         |
| 8       | Mike Hailwood       | MZ          | 8     | 1         |
| 9       | Kunimitsu Takahashi | Honda       | 7     | 0         |
| 10      | Bill Smith          | Honda       | 4     | 0         |
| =       | Umberto Masetti     | Moto Morini | 4     | 0         |
| =       | Phil Read           | Yamaha      | 4     | 0         |
| 13      | Stanislav Malina    | ČZ          | 4     | 0         |
| 14      | Silvio Grassetti    | Benelli     | 3     | 0         |
| =       | Hiroshi Hasegawa    | Yamaha      | 3     | 0         |
| =       | László Szabó        | MZ          | 3     | 0         |
| =       | Raúl Kissling       | NSU         | 3     | 0         |
| 18      | Jack Findlay        | FB-Mondial  | 2     | 0         |
| =       | Ivan Schumann       | NSU         | 2     | 0         |
| 20      | Gilberto Milani     | Aermacchi   | 1     | 0         |
| =       | John Kidson         | Moto Guzzi  | 1     | 0         |
| =       | Cas Swart           | Honda       | 1     | 0         |
| =       | Chris Anderson      | Aermacchi   | 1     | 0         |
| =       | Carlos Marfetan     | Parilla     | 1     | 0         |
| =       | Isamu Kasuya        | Honda       | 1     | 0         |

### 125 cc
| Posició | Pilot                | Moto         | Punts | Victòries |
| ------- | -------------------- | ------------ | ----- | --------- |
| 1       | Hugh Anderson        | Suzuki       | 54    | 6         |
| 2       | Luigi Taveri         | Honda        | 38    | 2         |
| 3       | Jim Redman           | Honda        | 35    | 1         |
| 4       | Frank Perris         | Suzuki       | 24    | 1         |
| 5       | Bert Schneider       | Suzuki       | 23    | 1         |
| 6       | Ernst Degner         | Suzuki       | 17    | 1         |
| 7       | Kunimitsu Takahashi  | Honda        | 14    | 0         |
| 8       | Alan Shepherd        | MZ           | 11    | 0         |
| 9       | Tommy Robb           | Honda        | 11    | 0         |
| 10      | László Szabó         | MZ           | 7     | 0         |
| 11      | Héctor Pochettino    | Bultaco      | 6     | 0         |
| 12      | Giuseppe Visenzi     | Honda        | 6     | 0         |
| 13      | Aldo Caldarella      | Bultaco      | 4     | 0         |
| 14      | Peter Inchley        | EMC          | 3     | 0         |
| =       | Alberto Gómez        | Zanella      | 3     | 0         |
| 16      | Mike Duff            | Bultaco / MZ | 3     | 0         |
| 17      | Francisco González   | Bultaco      | 2     | 0         |
| =       | John Grace           | Bultaco      | 2     | 0         |
| =       | Juan Carlos Salatino | Zanella      | 2     | 0         |
| 20      | Jean-Pierre Beltoise | Bultaco      | 1     | 0         |
| =       | Werner Musiol        | MZ           | 1     | 0         |
| =       | Gary Dickinson       | Honda        | 1     | 0         |
| =       | Stanislav Malina     | ČZ           | 1     | 0         |
| =       | Horacio Maffia       | Ducati       | 1     | 0         |
| =       | Mitsuo Itoh          | Suzuki       | 1     | 0         |

### 50 cc
| Posició | Pilot                | Moto     | Punts | Victòries |
| ------- | -------------------- | -------- | ----- | --------- |
| 1       | Hugh Anderson        | Suzuki   | 34    | 2         |
| 2       | Hans-Georg Anscheidt | Kreidler | 32    | 3         |
| 3       | Ernst Degner         | Suzuki   | 30    | 1         |
| 4       | Isao Morishita       | Suzuki   | 23    | 1         |
| 5       | Mitsuo Itoh          | Suzuki   | 20    | 1         |
| 6       | Michio Ichino        | Suzuki   | 14    | 0         |
| 7       | Alberto Pagani       | Kreidler | 9     | 0         |
| 8       | Luigi Taveri         | Honda    | 8     | 1         |
| 9       | Josep Maria Busquets | Derbi    | 7     | 0         |
| 10      | Shunkishi Masuda     | Suzuki   | 4     | 0         |
| 11      | Raúl Kissling        | Kreidler | 3     | 0         |
| 12      | Jean-Pierre Beltoise | Kreidler | 3     | 0         |
| 13      | Karaber Samardjian   | Suzuki   | 2     | 0         |
| =       | Sadao Shimazaki      | Honda    | 2     | 0         |
| 15      | César Gracia         | Ducson   | 1     | 0         |
| =       | Ian Plumridge        | Honda    | 1     | 0         |
| =       | Matti Salonen        | Prykija  | 1     | 0         |
| =       | Gastón Biscia        | Suzuki   | 1     | 0         |